# Легеза Віктор Петрович
Ві́ктор Петро́вич Легезá — математик, фахівець у галузях механіки та віброзахисту крупногабаритних об'єктів і систем. Доктор технічних наук (2004), професор (2006). 

## Життєпис
Закінчив Московський інженерно-фізичний інститут (1978). Відтоді працював у научно-дослідному інституті будівничих конструкцій; 1998–2008 – у Національному університеті харчових технологій: 2005–08 – професор кафедри вищої математики; від 2008 – професор однойменної кафедри Національного університету біоресурсів і природокористування України. Розв'язав низку нових задач неголономічної механіки про кочення зв'язаних твердих тіл без ковзання рухомими поверхнями (як алгебраїчних, так і трансцендентних); узагальнив класичну варіаційну задачу Бернуллі про брахістохрону для матеріальної точки на тіло скінченних розмірів (диск, циліндр) і знайшов рівняння такої кривої – брахістохрони для циліндра; обґрунтував новий метод і розробив теорію віброзахисту крупногабаритних об'єктів і систем із застосуванням ефективних віброгасників нового типу – коткових ізохронових. На данний момент працює викладачем у Київському політехнічному інституті імені Ігоря Сікорського.

## Патенти
Віктор Легеза є автором багатьох патентів, серед яких:
- економічна консервна банка, 2011
- турнікетна опора, 2011
- гаситель вимушених коливань висотних споруд, 2005
- котковий пристрій сейсмозахисту будинків та споруд, 2015
- та інші